# Lionel Messi
Lionel Andrés Messi (Rosario, 24. lipnja 1987.) argentinski je nogometaš i reprezentativac. Trenutačno igra za Inter Miami.
Njegov igrački stil izazvao je usporedbe s Diegom Maradonom, koji je Messija proglasio svojim "nasljednikom".

## Igračka karijera
Messi je počeo igrati nogomet u ranoj dobi, a njegov je potencijal ubrzo primijetila Barcelona. S 13 godina (2000. godine) je napustio mladu momčad Newell's Old Boysa i s obitelji se preselio u Europu, jer je Barcelona ponudila da će platiti liječenje njegove deficijencije hormona rasta. Debitiravši u sezoni 2004./05., srušio je ligaški rekord za najmlađeg igrača koji je zaigrao u ligaškoj utakmici, a postao je i najmlađi strijelac u povijesti. Slijedila su velika priznanja jer je Barcelona u Messijevoj debitantskoj sezoni osvojila prvenstvo i Ligu prvaka. Prekretnicom se pokazala sezona 2006./07.: postao je standardni prvotimac, postigavši hat-trick u El Clásicu i završivši sezonu s 14 golova u 26 ligaških utakmica. Njegova vjerojatno najbolja sezona bila je 2008./09., u kojoj je postigao 38 golova i bio sastavni dio momčadi koja je osvojila tri trofeja. U prosincu 2009. osvojio je Zlatnu loptu France Footballa, nagradu World Soccera za nogometaša godine i FIFA-inu nagradu za nogometaša godine.
Messi je bio najbolji strijelac sa šest postignutih pogodaka, uključujući dva u finalu, Svjetskog nogometnog prvenstva mladih. Ubrzo nakon toga, postao je standardni član argentinske seniorske nogometne reprezentacije. Godine 2006. postao je najmlađi Argentinac koji je zaigrao na Svjetskom nogometnom prvenstvu, a sljedeće je godine bio osvajač srebrne medalje na Copa Américi. Na Olimpijskim igrama 2008. u Pekingu osvojio je zlatnu medalju, svoje prvo međunarodno priznanje.

## Rani život
Messi je rođen 24. lipnja 1987. u Rosariju u Argentini, u obitelji Jorgea Messija, tvorničkog radnika, i Celie (djevojački Cuccitini), honorarne čistačice. Očeva strana obitelji potječe iz talijanskog grada Ancone odakle je njegov predak, Angelo Messi, 1883. emigrirao u Argentinu. Ima dva starija brata Rodriga i Matíasa kao i sestru Mariu Sol. Messi je s pet godina počeo igrati nogomet za Grandoli, mjesni klub koji je trenirao njegov otac Jorge. Messi je 1995. prešao u Newell's Old Boys čije je sjedište u njegovu rodnom gradu Rosariju. Kad mu je bilo 11, dijagnosticiran mu je manjak hormona rasta. Prvoligaš River Plate pokazao je zanimanje za Messijev napredak, ali nije imao dovoljno novca za plaćanje liječenja, jer je ono stajalo 900 dolara mjesečno. Carles Rexach, sportski direktor Barcelone, saznao je za njegov talent jer je Messi imao rođake u Kataloniji, a Messi i njegov otac dogovorili su probni rok. Barcelona ga je potpisala nakon što su ga vidjeli kako igra, ponudivši mu plaćanje medicinskih računa, ako bi bio spreman preseliti se u Španjolsku. Obitelj mu se preselila u Europu, a on je počeo igrati za omladinsku klupsku momčad.

## Klupska karijera

### Barcelona
Messi je svoj neslužbeni prvi nastup u prvoj momčadi ostvario u prijateljskoj utakmici protiv Porta 16. studenog 2003. (sa 16 godina i 145 dana). Za manje od godinu dana ostvario je svoj ligaški prvi nastup protiv Espanyola 16. listopada 2004. (sa 17 godina i 114 dana), postavši tako treći najmlađi igrač ikad koji je zaigrao za Barcelonu i najmlađi klupski igrač koji je igrao u La Ligi (rekord je u rujnu 2007. srušio njegov suigrač Bojan Krkić). Kad je postigao svoj prvi seniorski gol za klub protiv Albacetea 1. svibnja 2005., Messiju je bilo 17 godina, 10 mjeseci i 7 dana, čime je postao najmlađi igrač Barcelone koji je postigao pogodak u La Ligi sve do 2007. kad je Bojan Krkić srušio ovaj rekord, pogodivši na Messijevu asistenciju.

#### Sezona 2005./06.
16. rujna, drugi put u tri mjeseca, Barcelona je najavila obnavljanje Messijeva ugovora – ovaj se put radilo o povećanju plaće kao redovitom prvotimcu i produženju ugovora do lipnja 2014. Messi je 26. rujna stekao španjolsko državljanstvo te je konačno mogao ostvariti svoj debi u prvom razredu španjolskog nogometa. Messijevo prvo istrčavanje na domaćem terenu bilo je 27. rujna u Ligi prvaka protiv talijanskog Udinesea. Navijači na Barceloninu stadionu, Camp Nou, ispratili su Messija ovacijama po njegovoj zamjeni, jer su njegove majstorije s loptom i kombinacije s Ronaldinhom oduševile prisutne.
Messi je u 17 ligaških nastupa šest puta tresao mreže, a u šest je nastupa u Ligi prvaka pogodio jedanput. Međutim, sezona mu je završila 7. ožujka 2006. nakon što je tijekom utakmice drugog kruga Lige prvaka protiv Chelsea pretrpio rupturu mišića. Barcelona je sezonu završila trijumfalno, postavši prvak Španjolske i Europe.

#### Sezona 2006./07.
Messi se u sezoni 2006./07. ustalio kao standardni prvotimac, postigavši 14 pogodaka u 26 utakmica. 12. studenog, na utakmici protiv Zaragoze, Messi je slomio stopalo, što ga je udaljilo s terena tri mjeseca. Messi se od ozljede oporavio u Argentini, a vratio se protiv Racing Santandera 11. veljače, gdje je nastupio kao zamjena u drugom poluvremenu. 11. ožujka, u El Clásicu Messi je bio u vrhunskoj formi, postigavši hat-trick u remiju 3:3 kojeg je Barcelona okončala s deset igrača na terenu. Sva tri pogotka bila su izjednačujuća, a treći je postignut u sudačkoj nadoknadi. Tako je postao prvi igrač nakon Ivana Zamorana (za Real Madrid u sezoni 1994./95.) koji je postigao hat-trick u El Clásicu. Osim toga, Messi je i najmlađi igrač ikad koji je postigao pogodak u velikom derbiju. U nastavku je prvenstva još češće pronalazio mrežu; 11 od njegovih 14 ligaških golova u sezoni postignuto je u posljednjih 13 utakmica.
Messi je dokazao i kako etiketa "novog Maradone" nije bila samo napuhavanje, gotovo repliciravši Maradonine najslavnije golove u istoj sezoni. 18. travnja 2007., postigao je dva gola tijekom polufinala Kupa kralja protiv Getafea, od kojih je jedan bio iznimno sličan Maradoninom slavnom golu protiv Engleske na Svjetskom prvenstvu 1986. u Meksiku. Svjetski mediji počeli su ga uspoređivati s Maradonom, dok su ga oni španjolski nazvali "Messidona". Pretrčao je otprilike istu razdaljinu, 62 metra, prešao isti broj igrača (šest, uključujući vratara), pogodio iz vrlo slične pozicije te potrčao prema korner zastavici kao i Maradona 21 godinu ranije. Na konferenciji za novinare nakon utakmice, Messijev suigrač Deco je rekao: "Bio je to najbolji gol kojeg sam vidio u životu." Messi je i protiv Espanyola postigao gol jako sličan onom Maradoninu kojeg je dao rukom u četvrtfinalu Svjetskog prvenstva 1986. protiv Engleske. Messi se odrazio prema lopti i rukom je proslijedio pokraj vratara Carlosa Kamenog. Unatoč protestima igrača Espanyola gol je priznat iako su televizijske snimke jasno ukazivale na igranje rukom.

#### Sezona 2007./08.
Tijekom sezone 2007./08., Messi je u jednom tjednu zabio pet golova odvevši Barcelonu među prve četiri momčadi La Lige. 19. rujna je pogodio jednom u domaćoj pobjedi protiv Lyona 3:0 u Ligi prvaka. 22. rujna protiv Seville postigao je dva zgoditka, a 26. rujna još dva u 4:1 pobjedi nad Zaragozom. 27. veljače 2008. odigrao je svoju 100. službenu utakmicu za Barçu protiv Valencije.
Nominiran je za nagradu FIFPro u kategoriji napadača. U anketi internetskog izdanja španjolskih novina Marca izabran je za najboljeg igrača svijeta sa 77 posto glasova. Kolumnisti iz novina El Mundo Deportivo i Sport izjavili su da bi Zlatna lopta trebala pripasti Messiju, što je potvrdio i Franz Beckenbauer.
Messi je 4. ožujka tijekom utakmice protiv Celtica pretrpio rupturu mišića koja ga je izbacila s terena na šest tjedana. Bila je to četvrta ozljeda te vrste koju je Messi zadobio u posljednje tri sezone.

#### Sezona 2008./09.
Nakon Ronaldinhova odlaska iz kluba, Messi je naslijedio njegov broj 10. 1. listopada 2008., tijekom susreta Lige prvaka protiv Šahtara, Messi je pogodio dva puta u posljednjih sedam minuta, ušavši kao zamjena za Thierryja Henryja i tako preokrenuo rezultat od 1:0 na 1:2 za pobjedu Barcelone. Sljedeća ligaška utakmica protiv Atlético Madrida etiketirana je kao prijateljski susret između Messija i njegova dobrog prijatelja Sergia Agüera. Messi je postigao gol iz slobodnog udarca i asistirao za još jedan u pobjedi Barcelone od 6:1. Messi je ponovno oduševio protiv Seville postigavši gol iz voleja s 23 metra, a zatim predriblavši vratara i pogodivši za drugi iz mrtvog kuta. 13. prosinca 2008. godine, tijekom prvog Clásica sezone, Messi je pogodio za drugi gol u Barceloninoj pobjedi 2:0. Završio je i kao drugi u izboru za FIFA-inog igrača godine sa 678 bodova.
Messi je postigao svoj prvi hat-trick u 2009. u utakmici Kupa kralja protiv Atlético Madrida koju je Barcelona dobila s 3:1. 1. veljače je, ušavši na poluvremenu kao zamjena, opet zabio dva važna pogotka u pobjedi Barcelone protiv Racing Santandera 1:2 nakon vodstva Racinga. Drugi od dva pogotka bio je Barcelonin 5000. ligaški gol. U 28. kolu La Lige, Messi je postigao svoj 30. gol sezone u svim natjecanjima, sudjelujući u pobjedi 6:0 protiv Malage. 8. travnja 2009. pogodio je dvaput u pobjedi protiv Bayerna u Ligi prvaka, postavivši tako osobni rekord od devet golova u natjecanju. 18. travnja Messi je zabio svoj 20. ligaški gol sezone u pobjedi 1:0 kod Getafea, čime je Barcelona zadržala svoju prednost od šest bodova ispred Real Madrida.
Pri završetku Barcelonine sezone, Messi je dvaput zabio (svoj 35. i 36. gol u svim natjecanjima) te tako zapečatio veliku pobjedu od 6:2 nad Real Madridom na Santiago Bernabéuu što je bio najteži poraz Reala od 1930. Nakon postizanja oba gola, otrčao je prema kamerama, podigao svoj dres i pokazao majicu s natpisom Síndrome X Fràgil, kako bi pokazao suosjećanje s djecom koja pate od bolesti. Messi je sudjelovao i u akciji koja je prethodila pogotku Andrésa Inieste u sudačkoj nadoknadi protiv Chelseaja u polufinalu Lige prvaka kojim je Barcelona prošla u finale s Manchester Unitedom. 13. svibnja je osvojio svoj prvi Kup kralja, postigavši jedan gol i asistiravši za druga dva u pobjedi 4:1 nad Athletic Bilbaom. Pomogao je svojoj momčadi i u osvajanju dvostrukog naslova konačnim trijumfom u La Ligi. 27. je svibnja pomogao Barceloni da odnese i trofej Lige prvaka postigavši drugi pogodak u 70. minuti; postao je i najbolji strijelac Lige prvaka s devet golova. Osvojio je i nagrade UEFA-e za najboljeg napadača i igrača Lige prvaka čime je zaokružio fantastičnu europsku sezonu. Ta je pobjeda označila trostruki trijumf Barcelone koja je u jednoj sezoni osvojila Kup kralja, La Ligu i Ligu prvaka, te postala prvi španjolski klub koji je ikada osvojio tri naslova.

#### Sezona 2009./10.
Nakon osvajanja europskog Superkupa 2009., Barcelonin menadžer Josep Guardiola priznao je kako je Messi vjerojatno najbolji igrač kojeg je ikada vidio.
Messi je 18. rujna potpisao novi ugovor s Barcelonom, do 2016. te s otkupnom klauzulom od 250 milijuna eura, čime je postao najplaćeniji igrač u La Ligi sa zaradom koja se kreće oko 9,5 milijuna eura godišnje. Četiri dana kasnije, 22. rujna, Messi je postigao dva gola i asistirao za još jedan u Barçinoj pobjedi od 4:1 protiv Racinga u prvenstvu. 29. rujna je postigao svoj prvi europski gol sezone u 2:0 pobjedi nad Dinamo Kijevom.
1. prosinca nogometni magazin France Football objavio je kako je Messi dobitnik Zlatne lopte s 473 boda, 240 više od drugoplasiranog Cristiana Ronalda. 10. prosinca časopis World Soccer proglasio ga je nogometašem godine. Messi je sezonu nagrada zaključio 21. prosinca trećim najvećim priznanjem, FIFA-inom nagradom za nogometaša godine.
Messi je u posljednjem mjesecu 2009. s Barcelonom nastupio i na Svjetskom klupskom prvenstvu. Barcelona je natjecanje kao europski prvak započela u polufinalu, gdje je svladala meksički Atlante, a u finalu argentinski Estudiantes. Messi je postigao dva pogotka, po jedan u svakoj utakmici, a drugi je ujedno odlučio pobjednika turnira. Proglašen je i najboljim igračem turnira.
Messi je 10. siječnja 2010. postigao svoj prvi hat-trick u 2010., ali i u sezoni, protiv Tenerifea u pobjedi 0:5. 17. siječnja je zabio svoj 100. gol za klub u 4:0 pobjedi protiv Seville.
Zatim je ostvario niz od 11 pogodaka u pet utakmica. Prvo je pogodio u 84. minuti protiv Málage za pobjedu 2:1, a zatim dva gola protiv Almeríje u remiju 2:2. Uslijedio je tjedan u kojem je bio strijelac osam pogodaka; započeo je hat-trickom protiv Valencije u domaćoj 3:0 pobjedi, nastavio se u Ligi prvaka s dva gola Stuttgartu u pobjedi 4:0, kojom je Barcelona osigurala plasman u četvrtfinale, te sve zaključio novim hat-trickom Zaragozi u gostujućoj pobjedi od 4:2, postavši tako prvi Barcelonin igrač koji je u prvenstvu postigao dva uzastopna hat-tricka. Protiv Osasune 24. ožujka odigrao je svoju 200. službenu utakmicu za Barcelonu. 6. travnja po prvi je put u karijeri postigao četiri gola u jednoj utakmici u pobjedi 4:1 protiv Arsenala u uzvratnoj utakmici četvrtfinala Lige prvaka. Tako se izjednačio s Rivaldom kao Barcelonin najbolji strijelac u tom natjecanju. Messi je 10. travnja postigao svoj 40. gol sezone kad je bio strijelac prvog pogotka u gostujućoj pobjedi od 2:0 protiv Real Madrida u El Clásicu.
Sezonu je u španjolskoj ligi završio kao najbolji strijelac s 34 gola, čime je izjednačio Ronaldov klupski rekord po broju pogodaka u jednoj ligaškoj sezoni, postavljen u sezoni 1996./97. Osim toga, postao je i dobitnik Zlatne kopačke kao najbolji strijelac europskih liga.

#### Sezona 2010./11.
Dana 21. kolovoza 2010. godine zabio je hat-trick u pobjedi od 4:0 nad Sevillom u finalu španjolskog superkupa (u prvoj utakmici je Sevilla pobijedila 3:1) te tako osigurao prvi trofej Barceloni na startu nove sezone.
19. rujna 2010. godine Messi je pretrpio ozljedu gležnja nakon nesmotrenog starta Ujfalušija u utakmici trećeg kola španjolske lige protiv Atletico Madrida. Prve prognoze su govorile o lomu gležnja što bi značilo izbivanje s terena od najmanje 6 mjeseci. No srećom sljedećeg dana magnetska rezonanca je pokazala da je riječ o lakšoj ozljedi tj. o uganuću ligamenata gležnja desne noge. U sljedećoj ligaškoj utakmici protiv UD Almeríje Messi je zabio svoj drugi hat-trick sezone u visokoj pobjedi Barcelone 8:0. Drugi njegov pogodak u toj utakmici mu je bio jubilarni 100-i gol u La Ligi.
Početkom 2011. godine na svečanoj gala večeri u Zurichu Messi je drugu godinu zaredom osvojio Zlatnu loptu ispred svojih momčadskih kolega Xavija i Inieste s 22.65% glasova. 5. veljače 2011. godine Barcelona je postavila rekord s najviše uzastopnih pobjeda u prvenstvu a on je iznosio 16 utakmica, nakon što su pobijedili Atletico Madrid s 3:0 na Camp Nouu. Sva tri pogotka u toj utakmici je zabio je naravno Messi te mu je to bio treći hat-trick sezone. Nakon utakmice je izjavio: "čast je srušiti rekord koji postavljen od igrača kao što je "Di Stefano" i ako je rekord postojao tako dugo to je zato što ga je teško ostvariti a mi smo uspjeli zahvaljujući pobjedama nad vrlo jakim ekipama"
Nakon što mjesec dana nije uspio postići pogodak, zabio je u ligaškom susretu protiv UD Almerije svoj 47. gol u sezoni, čime je izjednačio svoj klupski rekord od prošle sezone.12. travnja 2014. godine nadmašio je taj rekord u susretu lige prvaka zabivši gol protiv  Šahtara čime je postao igrač koji je zabio najviše golova u jednoj sezoni u povijesti kluba.23. travnja 2014. godine Messi je postigao svoj 50. gol u sezoni u pobjedi nad  Osasunom 2:0, nakon što je ušao u igru u 60. minuti.Završio je sezonu osvojivši La ligu i s 31 golom je zauzeo 2. mjesto na ljestvici najbolji strijelaca lige iza Ronalda koji je zabio 40. Bio je prvi na ljestvici najboljih asistenta s 18 asistencija u sezoni.
20. travnja 2014. godine Barcelona je u finalu Kupa kralja izgubila od vječnog rivala Real Madrida, a jedini gol na utakmici zabio je Cristiano Ronaldo. Messi je turnir završio sa 7 golova i podijelio je prvo mjesto najboljeg strijelca s Ronaldom.
U prvoj utakmici polufinala Lige prvaka protiv Real Madrida, Messi je ubilježio nezaboravan nastup. U pobjedi Barcelone od 2:0 Messi je zabio oba pogotka a posebno je fascinantan drugi gol. Naime Messi je uzeo loptu na polovici igrališta i sjurio se prema golu Reala. Nanizao je nekoliko igrača u svom poznatom slalomu i na kraju matirao golmana.Kasnije je taj pogotak proglašen najljepšim u toj fazi natjecanja.
U finalu lige prvaka na Wembleyu Messi je pomogao Barceloni da dođe do svog 4. naslova u povijesti tog natjecanja. U finalu protiv Manchester Uniteda Messi je zabio jedan gol i dao svoj doprinos u pobjedi. To mu je bio 12. gol u ligi prvaka te sezone.
Messi je završio sezonu 2010/11. s 53 gola i 24 asistencije i svim natjecanjima ukupno.

#### Sezona 2011./12.
Započeo je sezonu osvojivši španjolski super kup  protiv Real Madrida gdje je postigao ukupno 3 gola i 2 asistencije u dvije utakmice, s ukupnim rezultatom 5:4. Sljedeća utakmica bila je protiv Porta u finalu europskog superkupa. Barcelona je pobijedila s 2:0 a Messi je odigrao sjajnu utakmicu i postigao pogodak u jedinom natjecanju u kojem nije do tada. Svojom igrom osvojio je i FIFA-inu Zlatnu loptu (FIFA Ballon d'Or) i nagradu za nogometaša godine. Iako su mnogi hvalili njegov uspjeh, neki su kritizirali njegov neuspjeh s argentinskom reprezentacijom na Svjetskom prvenstvu 2010. u Južnoafričkoj Republici. Nakon što je primio nagradu, kao i uvijek zahvalio se na glasovima međunarodnih nogometnih trenera i kapetana reprezentacija.

## Reprezentativna karijera
U lipnju 2004. debitirao je za Argentinu, odigravši za reprezentaciju do 20 godina prijateljsku utakmicu protiv Paragvaja. 2005. je bio dio momčadi koja je osvojila svjetsko prvenstvo mladih u Nizozemskoj. Na istom je natjecanju osvojio Zlatnu loptu, nagradu za najboljeg igrača turnira, i Zlatnu kopačku, nagradu za najboljeg strijelca.
17. kolovoza 2005. s 18 je godina odigrao svoju prvu utakmicu za seniorsku reprezentaciju protiv Mađarske. Trebao je biti zamijenjen u 63. minuti, ali je isključen u 65. jer je sudac Markus Merk smatrao kako je laktom udario braniča Vilmosa Vanczáka, koji je vukao Messija za dres. Odluka je bila prijeporna, a Maradona je čak tvrdio kako je unaprijed smišljena. Messi se vratio u momčad 3. rujna u kvalifikacijskom porazu Argentine 1:0 u gostima kod Paragvaja. Prije utakmice je izjavio: "Ovo je moj ponovljeni debi. Prvi je bio malo prekratak." Zatim je protiv Perua odigrao prvu utakmicu za reprezentaciju od prve minute; nakon utakmice Pékerman je opisao Messija kao "dragulj".
28. ožujka 2009., u kvalifikacijskoj utakmici protiv Venezuele, Messi je po prvi put nosio dres s brojem 10. Bila je to prva službena utakmica Diega Maradone na klupi Argentine. Argentina je pobijedila 4:0, a Messi je postigao prvi pogodak.

### Svjetsko prvenstvo 2006.
Ozljeda koja ga je na kraju sezone 2005./06. na dva mjeseca udaljila s terena ugrozila je njegovo pojavljivanje na Svjetskom prvenstvu. Messi je 15. svibnja 2006. ipak izabran u argentinsku selekciju. Igrao je u posljednjoj utakmici prije prvenstva s argentinskom U-20 reprezentacijom 15 minuta te prijateljsku utakmicu s Angolom od 64. minute.
S klupe je promatrao prvu utakmicu Argentine protiv Obale Bjelokosti. U sljedećoj utakmici protiv Srbije, Messi je postao najmlađi igrač koji je predstavljao Argentinu na svjetskom prvenstvu kad je u 74. minuti ušao kao zamjena za Maxija Rodrígueza. Nekoliko trenutaka nakon ulaska asistirao je Hernanu Crespu te postigao pogodak u pobjedi 6:0, čime je postao najmlađi strijelac na turniru i šesti najmlađi u povijesti svjetskih prvenstava. Messi je u remiju 0:0 s Nizozemskom zaigrao od prve minute.
U osmini finala protiv Meksika, Messi je ušao kao zamjena u 84. minuti, kad je rezultat bio 1:1. Postigao je pogodak, ali je on poništen zbog zaleđa nakon čega je Argentina prošla dalje u produžetku. Trener Pékerman ostavio je Messija na klupi u četvrtfinalnom okršaju protiv Njemačke, koju su izgubili s 4:2 na jedanaesterce.

### Copa América 2007.
Svoju prvu utakmicu na Copa Americi 2007. odigrao je 29. lipnja 2007., kad je Argentina u prvoj utakmici porazila Sjedinjene Države s 4:1. Messi je u toj utakmici pokazao svoje playmakerske vještine: pripremio je gol za napadača Hernána Crespa te nekoliko puta zaprijetio američkom golu. Tevez ga je zamijenio u 79. minuti i zabio nekoliko minuta kasnije.
Drugu je utakmicu odigrao protiv Kolumbije, u kojoj je izborio jedanaestarac koji je Crespo pretvorio u izjednačenje 1:1. Sudjelovao je i u akciji za drugi pogodak Argentine jer je fauliran ispred šesnaesterca, nakon čega je Juan Roman Riquelme pogodio iz slobodnog udarca i povisio vodstvo Argentine na 3:1.
U trećoj utakmici protiv Paragvaja trener je odmarao Messija jer se Argentina već plasirala u četvrtfinale. U 64. je minuti zamijenio Estebana Cambiassa dok je rezultat bio 0:0. U 79. je minuti pripremio gol za Javiera Mascherana. U četvrtfinalu, protiv Perua, Messi je postigao drugi gol nakon Riquelmeova dodavanja u pobjedi 4:0. U polufinalnom okršaju s Meksikom, Messi je postigao pogodak lobom preko Oswalda Sancheza u pobjedi Argentine 3:0. Argentina je u finalu s 3:0 poražena od Brazila.

### Olimpijske igre 2008.
Nakon što je zabranila Messiju da zaigra za svoju zemlju na Olimpijskim igrama 2008. u Pekingu, Barcelona je pristala pustiti ga nakon razgovora kojeg je održao s Josepom Guardiolom. Pridružio se momčadi Argentine i postigao prvi gol u pobjedi 2:1 protiv Obale Bjelokosti. Zatim je postigao prvi zgoditak i asistirao Ángelu Di Maríi u drugoj utakmici u pobjedi 2:1 u produžetku protiv Nizozemske. Nastupio je i u polufinalnom susretu protiv Brazila, kojeg je Argentina dobila 3:0 i tako prošla u finale. U utakmici za zlatnu medalju, Messi je ponovno asistirao Di Maríi za jedini pogodak u pobjedi protiv Nigerije.

### Svjetsko prvenstvo 2010.
Nakon uspješne klupske sezone s Barcelonom Messi se pronašao na popisu izbornika Diega Maradone za Svjetsko prvenstvo u Južnoafričkoj Republici, gdje je reprezentacija smještena u skupinu B s Grčkom, Južnom Korejom i Nigerijom.
U prvom kolu, 12. lipnja, u pobjedi 1:0 protiv Nigerije Messi je odigrao svih devedeset minuta i propustio nekoliko izglednih prilika. 17. lipnja, u drugom kolu protiv Južne Koreje, sudjelovao je u akcijama za sva četiri pogotka Argentine u pobjedi 4:1 te pomogao Gonzalu Higuainu da postigne hat-trick. Odigrao je i cijeli susret trećeg kola protiv Grčke (pobjeda 2:0) te je proglašen igračem utakmice.
U osmini finala protiv Meksika bio je asistent za prvi gol Carlosa Teveza u pobjedi 3:1. Gol je priznat iako je bilo jasno da je postignut iz zaleđa. Messi je Svjetsko prvenstvo završio u četvrtfinalu, kad je Argentina doživjela poraz od Njemačke 4:0.

### Copa América Centenario i oproštaj
Nogometaši Argentine svladali su reprezentaciju Venezuele s 4-1, čime je se ova reprezentacija pridružila reprezentacijama SAD-a i Kolumbije u polufinalu Copa Américe Centenario, što se održava na tlu Sjedinjenih Američkih Država. Argentinska reprezentacija je na stadionu u Foxboroughu, predgrađu Bostona, gdje svoje domaće utakmice igra NFL momčad New England Patriots, već u prvom poluvremenu dvoboja s Venezuelom imali dva pogotka prednosti zaslugom dvostrukog strijelca Gonzala Higuaína. U 60. minuti je Gaitán asistirao Messiju za treći argentinski pogodak. Messi je se svojim pogotkom izjednačio na listi najboljih argentinskih strijelaca s dotada vodećim Gabrielom Batistutom. Obojica su tada imali 54 pogotka u reprezentativnom dresu. U finalu, Argentina nije uspjela savladiti Čile, koji su ponovno bili uspješniji od Gaučosa te su obranili naslov prvaka Južne Amerike. Nakon 120 minuta bez pogodaka o pobjedniku su još jednom morali odlučivati jedanaesterci. Prvi jedanaesterac Argetine je pucao Messi, no njegov je udarac, završio u tribinama. Nakon poraza u završici, Messi je se oprostio od reprezentacije. "Donio sam odluku, reprezentacija je za mene završena priča. Učinio sam sve što sam mogao, a boli što nikad nisam postao prvak. Vjerujem da sam ovu odluku donio u svoje ime i u ime mnogih koji su to priželjkivali. Trudio sam se, pokušavao, ali jednostavno nije išlo", rekao je Messi.

## Osobni život
Messi je u braku s Antonellom Roccuzzo, koja je isto tako podrijetlom iz Rosarija. Vjenčali su se 2017. S njom ima tri sina – Thiaga koji je rođen 2. studenog 2012., Matea rođen u 2015. i Cira koji je rođen u 2018. godini.
Nalazi se na omotu videoigre Pro Evolution Soccer 2009, a uključen je i u promotivne kampanje za igru. Messi je, zajedno s Fernandom Torresom, zaštitno lice videoigre Pro Evolution Soccer 2010. Messija sponzorira njemačka kompanija za proizvodnju sportske opreme Adidas, a pojavljuje se i u njihovim televizijskim reklamama.

## Klupska statistika
- Stanje 26. listopada 2019.[139]

| Sezona      | Klub      | Liga    | Liga | Liga | Liga | Kup  | Kup  | Kup  | Liga prvaka | Liga prvaka | Liga prvaka | Superkup | Superkup | Superkup | UEFA Superkup | UEFA Superkup | UEFA Superkup | Svj. kl. pr. | Svj. kl. pr. | Svj. kl. pr. | Ukupno | Ukupno | Ukupno |
| Sezona      | Klub      | Liga    | Nas. | Gol. | Asi. | Nas. | Gol. | Asi. | Nas.        | Gol.        | Asi.        | Nas.     | Gol.     | Asi.     | Nas.          | Gol.          | Asi.          | Nas.         | Gol.         | Asi.         | Nas.   | Gol.   | Asi.   |
| ----------- | --------- | ------- | ---- | ---- | ---- | ---- | ---- | ---- | ----------- | ----------- | ----------- | -------- | -------- | -------- | ------------- | ------------- | ------------- | ------------ | ------------ | ------------ | ------ | ------ | ------ |
| 2004. – 05. | Barcelona | La Liga | 7    | 1    | 0    | 1    | 0    | 0    | 1           | 0           | 0           | —        | —        | —        | —             | —             | —             | —            | —            | —            | 9      | 1      | 0      |
| 2005. – 06. | Barcelona | La Liga | 17   | 6    | 3    | 2    | 1    | 0    | 6           | 1           | 1           | 0        | 0        | 0        | —             | —             | —             | —            | —            | —            | 25     | 8      | 4      |
| 2006. – 07. | Barcelona | La Liga | 26   | 14   | 2    | 2    | 2    | 1    | 5           | 1           | 0           | 2        | 0        | 0        | 1             | 0             | 0             | 0            | 0            | 0            | 36     | 17     | 3      |
| 2007. – 08. | Barcelona | La Liga | 28   | 10   | 12   | 3    | 0    | 0    | 9           | 6           | 1           | —        | —        | —        | —             | —             | —             | —            | —            | —            | 40     | 16     | 13     |
| 2008. – 09. | Barcelona | La Liga | 31   | 23   | 11   | 8    | 6    | 2    | 12          | 9           | 5           | —        | —        | —        | —             | —             | —             | —            | —            | —            | 51     | 38     | 18     |
| 2009. – 10. | Barcelona | La Liga | 35   | 34   | 10   | 3    | 1    | 0    | 11          | 8           | 0           | 1        | 2        | 0        | 1             | 0             | 1             | 2            | 2            | 0            | 53     | 47     | 11     |
| 2010. – 11. | Barcelona | La Liga | 33   | 31   | 18   | 7    | 7    | 3    | 13          | 12          | 3           | 2        | 3        | 0        | —             | —             | —             | —            | —            | —            | 55     | 53     | 24     |
| 2011. – 12. | Barcelona | La Liga | 37   | 50   | 16   | 7    | 3    | 4    | 11          | 14          | 5           | 2        | 3        | 2        | 1             | 1             | 1             | 2            | 2            | 1            | 60     | 73     | 29     |
| 2012. – 13. | Barcelona | La Liga | 32   | 46   | 12   | 5    | 4    | 1    | 11          | 8           | 3           | 2        | 2        | 0        | —             | —             | —             | —            | —            | —            | 50     | 60     | 16     |
| 2013. – 14. | Barcelona | La Liga | 31   | 28   | ?    | 6    | 5    | ?    | 7           | 8           | ?           | 2        | 0        | ?        | —             | —             | —             | —            | —            | —            | 52     | 41     | ?      |
| 2014. – 15. | Barcelona | La Liga | 38   | 43   | ?    | 6    | 5    | ?    | 13          | 10          | ?           | —        | —        | —        | 1             | 2             | ?             | —            | —            | —            | 58     | 60     | ?      |
| 2015. – 16. | Barcelona | La Liga | 33   | 26   | ?    | 5    | 5    | ?    | 7           | 6           | ?           | 2        | 1        | ?        | —             | —             | —             | 1            | 1            | ?            | 48     | 38     | ?      |
| 2016. – 17. | Barcelona | La Liga | 34   | 37   | ?    | 7    | 5    | ?    | 9           | 11          | ?           | 2        | 1        | ?        | —             | —             | —             | —            | —            | —            | 52     | 54     | ?      |
| 2017. – 18. | Barcelona | La Liga | 36   | 34   | ?    | 6    | 4    | ?    | 10          | 6           | ?           | 2        | 1        | ?        | —             | —             | —             | —            | —            | —            | 54     | 45     | ?      |
| 2018. – 19. | Barcelona | La Liga | 23   | 25   | ?    | 3    | 2    | ?    | 5           | 6           | ?           | 1        | 0        | ?        |               |               |               | —            | —            | —            | 32     | 33     | ?      |
| Ukupno      | Ukupno    | Ukupno  | 441  | 408  | ?    | 71   | 50   | ?    | 130         | 107         | ?           | 18       | 13       | ?        | 4             | 3             | ?             | 5            | 5            | ?            | 675    | 584    | ?      |

### Reprezentativni golovi
| #   | Datum               | Mjesto                  | Protivnik          | Rezultat | Ishod   | Natjecanje                                |
| --- | ------------------- | ----------------------- | ------------------ | -------- | ------- | ----------------------------------------- |
| 1.  | 1. ožujka 2006.     | Basel, Švicarska        | Hrvatska           | 2:3      | poraz   | Prijateljska                              |
| 2.  | 16. lipnja 2006.    | Gelsenkirchen, Njemačka | Srbija i Crna Gora | 6:0      | pobjeda | Svjetsko prvenstvo 2006.                  |
| 3.  | 5. lipnja 2007.     | Barcelona, Španjolska   | Alžir              | 4:3      | pobjeda | Prijateljska                              |
| 4.  | 5. lipnja 2007.     | Barcelona, Španjolska   | Alžir              | 4:3      | pobjeda | Prijateljska                              |
| 5.  | 8. srpnja 2007.     | Barquisimeto, Venezuela | Peru               | 4:0      | pobjeda | Copa America 2007.                        |
| 6.  | 11. srpnja 2007.    | Puerto Ordaz, Venezuela | Meksiko            | 0:3      | pobjeda | Copa América 2007.                        |
| 7.  | 16. listopada 2007. | Maracaibo, Venezuela    | Venezuela          | 0:2      | pobjeda | Kvalifikacije za Svjetsko prvenstvo 2010. |
| 8.  | 20. studenog 2007.  | Bogotá, Kolumbija       | Kolumbija          | 2:1      | poraz   | Kvalifikacije za Svjetsko prvenstvo 2010. |
| 9.  | 4. lipnja 2008.     | Kalifornija, SAD        | Meksiko            | 1:4      | pobjeda | Prijateljska                              |
| 10. | 11. listopada 2008. | Buenos Aires, Argentina | Urugvaj            | 2:1      | pobjeda | Kvalifikacije za Svjetsko prvenstvo 2010. |
| 11. | 11. veljače 2009.   | Marseille, Francuska    | Francuska          | 0:2      | pobjeda | Prijateljska                              |
| 12. | 28. ožujka 2009.    | Buenos Aires, Argentina | Venezuela          | 4:0      | pobjeda | Kvalifikacije za Svjetsko prvenstvo 2010. |
| 13. | 14. studenog 2009.  | Madrid, Španjolska      | Španjolska         | 2:1      | poraz   | Prijateljska                              |
| 14. | 7. rujna 2010.      | Buenos Aires, Argentina | Španjolska         | 4:1      | pobjeda | Prijateljska                              |

## Zanimljivosti
- Svoj prvi gol za seniorsku reprezentaciju postigao je u prijateljskoj utakmici protiv Hrvatske 1. ožujka 2006 na stadionu St. Jakob-Park u švicarskom gradu Baselu.[140]

- Svoj prvi gol u Ligi prvaka zabio je hrvatskom vrataru Mariju Galinoviću kojem je Messi zabio 2006." u utakmici protiv Panathiaikosa.[141]

## Nagrade i priznanja

#### Klub
- La Liga (10): 2004./05., 2005./06., 2008./09., 2009./10., 2010./11., 2012./13., 2014./15., 2015./16., 2017./18., 2018./19.
- Kup kralja (7): 2008./09., 2011./12., 2014./15., 2015./16., 2016./17., 2017./18., 2020./21.
- UEFA Liga prvaka (4): 2005./06., 2008./09., 2010./11., 2014./15.
- Španjolski superkup (8): 2005., 2006., 2009., 2010., 2011., 2013., 2016., 2018.
- UEFA Superkup (3): 2009., 2011., 2016.
- FIFA Svjetsko klupsko prvenstvo (3): 2009., 2011., 2016.

#### Reprezentacija
- FIFA Svjetsko prvenstvo do 20 godina: 2005.
- Copa America 2007., 2015., 2016. - Srebrna medalja
- Olimpijska zlatna medalja: 2008.
- Svjetsko prvenstvo u nogometu – Brazil 2014. - Srebrna medalja
- Superclásico de las Américas: 2017.
- FIFA Svjetsko prvenstvo do 20 godina: 2005.
- Prvenstvo Južne Amerike u nogometu za mlade - Kolumbija 2005. - brončana medalja

#### Individualne
- Europski nogometaš godine do 21 godine: 2007.
- Najbolji strijelac FIFA Svjetskog prvenstva do 20 godina: 2005.
- Najbolji igrač FIFA Svjetskog prvenstva do 20 godina: 2005.
- Najbolji mladi igrač Copa Américe: 2007.
- Igrač godine u Argentini: 2005., 2007.
- FIFPro specijalna nagrada za mladog igrača godine: 2006./07., 2007./08.
- FIFPro nagrada za svjetskog mladog igrača godine: 2005./06., 2006./07., 2007./08.
- Nagrada World Soccera za mladog igrača godine: 2005./06., 2006./07., 2007./08.
- Premio Don Balón (Najbolji strani igrač u La Ligi): 2006./07., 2008./09.
- Trofej EFE (Najbolji ibero-američki igrač u La Ligi): 2006./07., 2008./09.
- FIFPro World XI: 2006./07., 2007./08.
- UEFA momčad godine: 2007./08., 2008./09.
- FIFA momčad godine: 2008.
- Najbolji strijelac UEFA Lige prvaka: 2008./09., 2009./10.
- Trofej Alfredo Di Stéfano: 2008./09., 2009./10., 2010./11.,2014./15., 2016./17., 2017./18., 2018./19.
- UEFA klupski napadač godine: 2008./09.
- UEFA klupski nogometaš godine: 2008./09.
- Zlatna lopta France Footballa: 2009., 2010., 2011, 2012., 2015., 2019., 2021. 2023.
- Nagrada World Soccera za nogometaša godine: 2009.
- Najbolji igrač Svjetskog klupskog prvenstva 2009.
- Trofej Pichichi (6): 2009./10., 2011./12., 2012./13., 2016./17., 2017./18., 2018./19.
- Europska Zlatna kopačka: 2010., 2012., 2013., 2017., 2018., 2019.
- FIFA Igrač Godine: 2009.
- FIFA Zlatna lopta: 2010.
- FIFA Zlatna lopta: 2011.
- FIFA Zlatna lopta: 2012.
- Adidas Zlatna lopta za najboljeg igrača Svjetskog prvenstva 2014.
- FIFA Zlatna lopta: 2015.
- FIFA The Best: 2019.

## Vanjske poveznice
- Biografija Lionela Messija  Arhivirana inačica izvorne stranice od 26. svibnja 2012. (Wayback Machine) na službenoj stranici FC Barcelone
- Statistika Lionela Messija  Arhivirana inačica izvorne stranice od 29. lipnja 2015. (Wayback Machine) na FIFA.com
- (engl.) Profil na One-Versus-One  Arhivirana inačica izvorne stranice od 3. lipnja 2019. (Wayback Machine)